# Vifta med händerna
Vifta med händerna è un singolo del DJ e cantante svedese Basshunter, pubblicato nel 2006 ed estratto dall'album LOL <(^^,)>.

## Tracce
- CD

1. Vifta med händerna (Radio Edit) – 3:10
2. Vifta med händerna (Club Edit) – 4:12